# Doxomysis zimmeri
Doxomysis zimmeri is een aasgarnalensoort uit de familie van de Mysidae. De wetenschappelijke naam van de soort is voor het eerst geldig gepubliceerd in 1920 door Colosi.